# Brokstedt
Brokstedt es un municipio situado en el distrito de Steinburg, en el estado federado de Schleswig-Holstein (Alemania). Tiene una población estimada, a fines de 2020, de 2069 habitantes.
Está ubicado al oeste del estado, cerca de la desembocadura del río Elba en el mar del Norte, y al noroeste de la ciudad de Hamburgo.